# 유럽 고속도로 420호선
유럽 고속도로 420호선(European route E420)은 벨기에의 니벨에서 출발하여 샤를루아를 거쳐 프랑스 랭스까지 이어주는 B-클래스급 간선도로로, 총 연장은 187 km이다.

## 주요 경유지
- 벨기에
  - 니벨(영어판) : 유럽 고속도로 19호선
  - 샤를루아
- 프랑스
  - 랭스 : 유럽 고속도로 17호선, 유럽 고속도로 46호선, 유럽 고속도로 50호선